# 목포 영산로 일본식 가옥
목포 영산로 일본식 가옥은 대한민국 전라남도 목포시에 있는 일제강점기의 건축물이다. 2018년 8월 6일 대한민국의 국가등록문화재 제718-4호로 지정되었다.

## 개요
목포 심상소학고 전면도로에 면해서 1937년 건축된 2층 일본식 주택으로 일제강점기 목포 심상소학교와 동양척식주식회사 주변에 형성되었던 일본인 주거지의 흔적을 보여주는 사례로 도로에 면한 부분이 사선방향인 부정형 대지의 형태에 맞춰 1층을 부정형 평면 형태로 구성한 특이한 일본식 주택이다.

## 참고 자료
- 목포 영산로 일본식 가옥 - 국가유산청 국가유산포털
- 이 문서에는 문화재청에서 공공누리 제1유형으로 배포된 자료를 바탕으로 한 내용이 포함되어 있습니다.